# Vaux-sur-Mer
Vaux-sur-Mer – miejscowość i gmina we Francji, w regionie Nowa Akwitania, w departamencie Charente-Maritime.

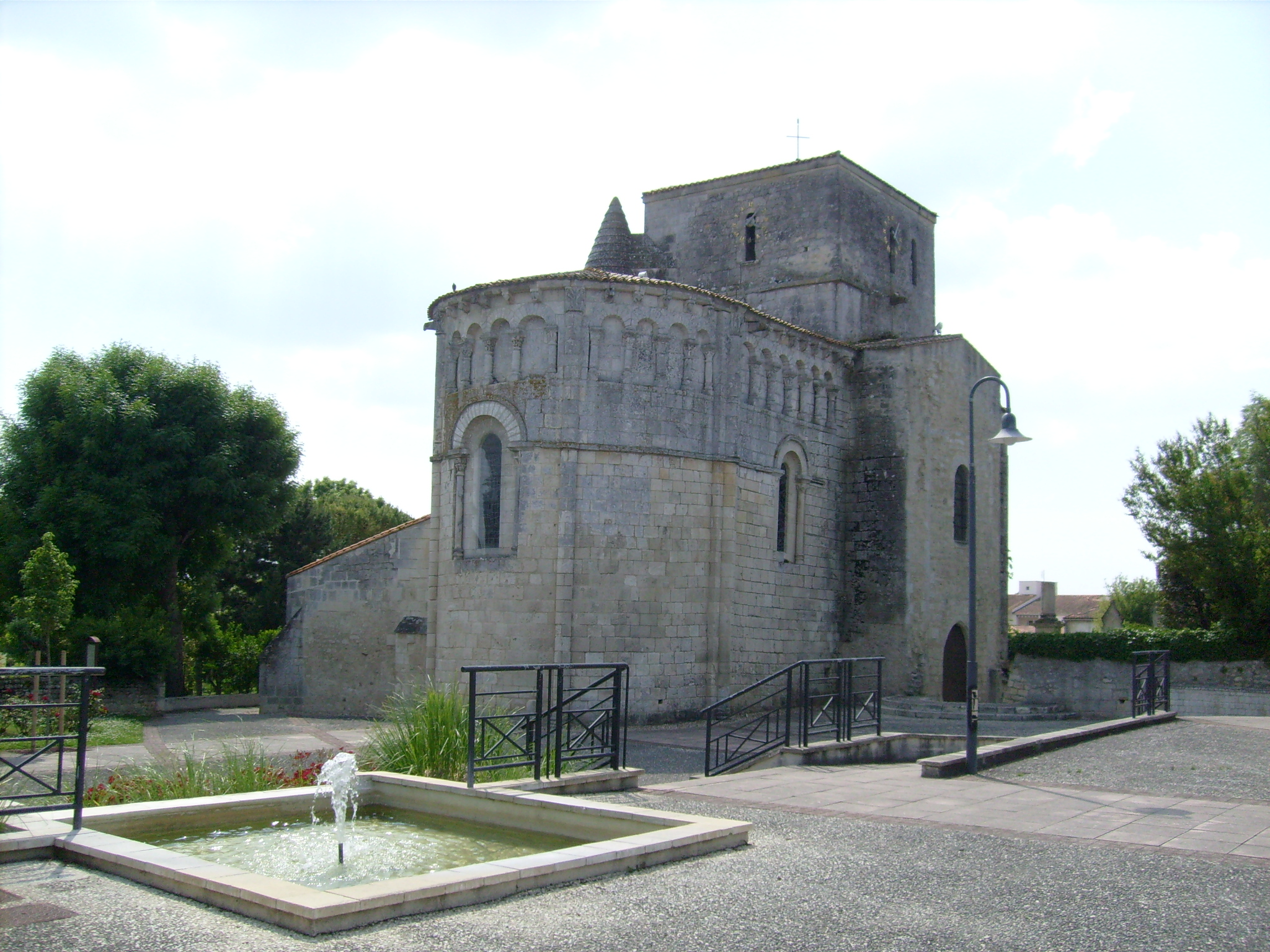
Kościół Saint-Étienne w Vaux-sur-Mer

Według danych na rok 1990 gminę zamieszkiwały 3054 osoby, a gęstość zaludnienia wynosiła 512 osób/km² (wśród 1467 gmin regionu Poitou-Charentes Vaux-sur-Mer plasuje się na 73. miejscu pod względem liczby ludności, natomiast pod względem powierzchni na miejscu 1034.).